# Адольф Інлендер

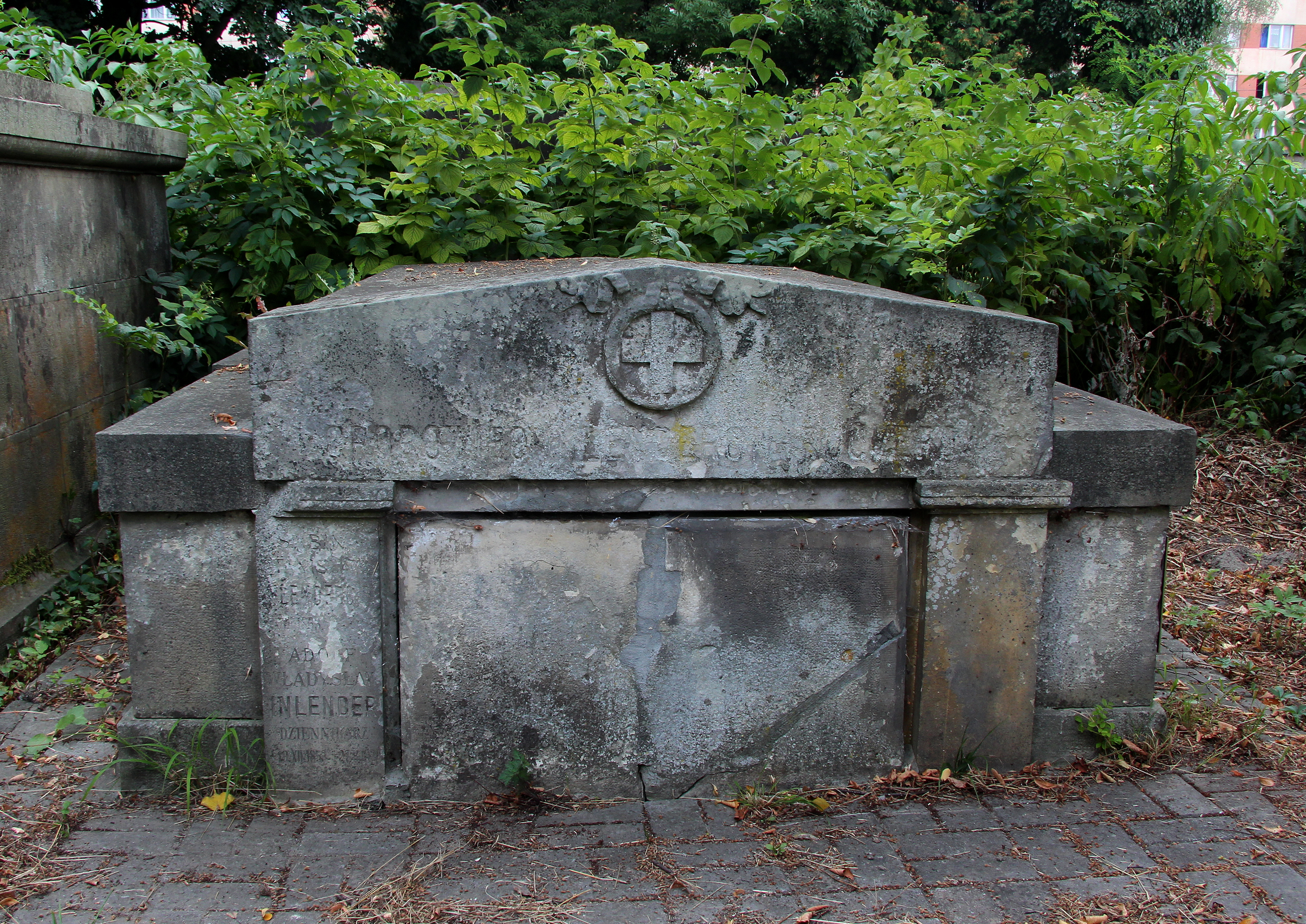

Адольф Владислав Інлендер (пол. Adolf Władysław Inlender (Inlaender); 19 грудня 1853, Бучач — 27 лютого 1920, Львів) — польський громадський і політичний діяч, журналіст, аптекар у Галичині.

## Життєпис
Народжений у Бучачі (нині Тернопільської области, Україна) у родині лікаря.
Закінчив Львівський університет (фах — фармацевт). У 1870-1880-х роках був одним із діячів соціалістичного руху в Східній Галичині, зокрема у Львові. На його адресу надсилали літературу для Варинського С. Мендельсон, К. Длуський та інші.
Разом з Іваном Франком та Михайлом Павликом брав участь у виданні польськомовної газети «Праця» («Praca»). Також разом з ними був заарештований у зв'язку з процесом Еразма Кобилянського (21 жовтня 1878 року) і засуджений у 1878 році на «процесі соціалістів». Перевезений до Кракова, де просидів близько року. Входив до складу соціалістичного комітету, який створили співробітники газети «Praca». У 1879 році комітет перетворився в редакційний комітет газети «Праца» і став центром керівництва робітничим рухом. Під впливом праць К. Маркса і Ф. Енгельса разом з І. Франком і Б. Червенським у 1879 році склав першу в Галичині партійну програму, яку було видано у 1881 році в Женеві (Швейцарія) під назвою «Програма галицьких соціалістів». У 1880 році звинувачений разом з Л. Варинським, однак невдовзі виправданий судом присяжних.
Потім відійшов від активної громадсько-політичної діяльности. Володів аптекою у Бродах, де також був членом місцевої Торгово-промислової палати.
Був кореспондентом газет «Dziennik Polski», «Kurjer Lwowski». Листувався з І. Франком, якому запропонував  зайняти своє місце кореспондента «Kurjera Lwowskiego»..
Друкував свої твори у виданнях «Рух» (видавав його у 1887 році у Львові), «Газета Львовска», «Час».
- співавтор «Великого польсько-німецького словника» (1911—1913)
- упорядник першого тому видання «Ілюстрована історія Польщі» (1896)
- Wielka wojna 1914—1915 : z licznemi illustracyami i ze szczególnem uwzględnieniem walk na ziemiach polskich oraz dokładną historyą…
- путівник «Illustrirter Führer auf den k.k. Österr. Staatsbahnen für die Strecken…» (Відень, 1892, німецькою і польською мовами [Архівовано 22 жовтня 2020 у Wayback Machine.][7])

Помер у Львові, похований на Личаківському цвинтарі (поле № 1а).